# Metropolitan-Vickers F.2
Metropolitan-Vickers F.2 byl jeden z prvních proudových motorů a první britská konstrukce s axiálním kompresorem. S použitím devítistupňového axiálního kompresoru, prstencové spalovací komory a dvoustupňové turbíny šlo na svou dobu o velmi pokročilý návrh.
V listopadu 1943 poprvé poháněl letoun Gloster Meteor a překonal tehdejší modely z Power Jets. I přes tento vynikající start byl považován za nespolehlivý a během války se použití nedočkal. Po válce se objevila řada motorů s mnohem vyšším výkonem a zájem o F.2 opadl.
Potenciál motoru a investice do něho vložené však v niveč nepřišly - když firma MetroVick opustila business plynových turbín, byl návrh předán firmě Armstrong Siddeley. Zde vývoj pokračoval a vznikla větší úspěšná verze známá jako Sapphire.
Vzniklo několik verzí motoru Metropolitan-Vickers F.2, jedna z nich - F.3 - se stala prvním britským dvouproudovým motorem.

## Specifikace (F.2/2)

### Technické údaje
- Typ: proudový motor s axiálním kompresorem
- Délka: 4 038,6 mm
- Průměr: 886,5 mm
- Hmotnost suchého motoru: 680,4 kg

### Součásti
- Kompresor: devítistupňový axiální kompresor
- Spalovací komora: prstencová
- Turbína: dvoustupňová axiální

### Výkony
- Maximální tah: 2 400 lbf (10,68 kN) na úrovni moře, vzlet
- Celkový poměr stlačení: 3,5:1
- Průtok/hltnost vzduchu: ~50,23lb/s (~22,78kg/s)
- Teplota plynů před turbínou: 750 °C
- Měrná spotřeba paliva: 1,07 lb/(lbf⋅h) (30 g/(kN⋅s))
- Poměr tah/hmotnost: ~1,6:1